# Матёкин, Пётр Владимирович
Пётр Владимирович Матёкин (6 апреля 1917, Москва — 6 мая 2010, Москва) — профессор, заведующий несколькими кафедрами Биологического факультета МГУ, малаколог, зоолог, эколог, биогеограф.

## Биография
Бабушка по материнской линии была из рода Куракиных. Она была замужем за поляком, сосланным в Сибирь после восстания в Польше. Мать П. В. Матёкина познакомилась с будущим мужем на Русско-Японской войне, где она была санитаркой-добровольцем, а муж был врачом.
Родился 6 апреля 1917 года в Москве. Был членом Кружка юных биологов зоопарка, из которого вышло очень много биологов.
Сначала учился на кафедре генетики у А. С. Серебровского, затем перешёл на кафедру зоологии беспозвоночных Л. А. Зенкевича. Руководителем курсовой работы по популяционной экологии горных моллюсков был Г. Ф. Гаузе, дальнейшей работой руководил сотрудник Зоологического музея Б. Н. Цветков. Выпускник биолого-почвенного факультета МГУ 1941 года. В 1960 году защитил «Материалы по фауне наземных моллюсков Средней Азии», в 1961 году Учёный совет присвоил Матёкину за эту работу сразу звание доктора биологических наук. В 1967 присвоено звание профессора. Был членом Учёных советов Института эволюционной морфологии им. Северцова РАН (с 1983), Института истории естествознания и техники РАН и биологического факультета МГУ. Научные интересы включали систематику; экологию, эволюцию беспозвоночных (моллюски, ракообразные); генетику популяций наземных и водных беспозвоночных; историю биологии. Автор более 150 научных работ.
Дважды был директором Беломорской биологической станции МГУ (1946—1951, 1992—1994). В 1969—1970 годах одновременно с работой профессором Биологического факультета МГУ П. В. Матёкин был заведующим кафедрой зоологии Горьковского Университета. На биологическом факультете МГУ он заведовал кафедрой дарвинизма (1970—1971), затем был заведующим кафедры общей экологии и гидробиологии (1982—1987), и наконец заведующим кафедрой зоологии беспозвоночных биологического факультета (с 1986 по 2000 год), профессор кафедры биогеографии Географического факультета МГУ (c 2001 года).
Читал лекционные курсы: «История и методология биологии», «Общая экология», «Популяционная структура видов», «Экологическая физиология беспозвоночных», «Зоология беспозвоночных», «Сравнительная анатомия беспозвоночных», «Паразитология», «Малакология», «Биоиндикация и биомониторинг». Подготовил 15 кандидатов и 3 докторов наук.
Похоронен в Москве на Ваганьковском кладбище.

## Награды
- Орден Отечественной войны I степени,
- Орден Отечественной войны I степени,
- Орден Красной Звезды.
- Медаль «За оборону Кавказа»,
- медаль «За взятие Берлина»,
- медаль «За освобождение Праги»,
- медаль «За победу над Германией»
- 1963 — Герой Труда Социалистической Республики Вьетнам.
- 1996 — Заслуженный профессор МГУ.

## Адреса
- 1926 — Арбат ул., дом 49, Квартира № 5[9]